# Aviatik C.III
Aviatik C.III – niemiecki samolot rozpoznawczy z okresu I wojny światowej.

## Historia i opis konstrukcji

Silnik Mercedes D.IIIa eksponowany w krakowskim muzeum

Samolot Aviatik C.III był rozwinięciem poprzednich modeli firmy Automobil und Aviatik - C.I i C.II. Jego prototypem był samolot Aviatik C.Ia, oblatany w maju-czerwcu 1916. W płatowcu poprawiono aerodynamikę, wydłużając część nosową i montując spiczasty kołpak śmigła, udoskonalono układ wydechowy i zmniejszono powierzchnię skrzydeł, co spowodowało wzrost prędkości maksymalnej o 18 km/h w stosunku do C.I. Do napędu zastosowano silnik Mercedes D.III o mocy 118 kW (160 KM) z chłodnicą w górnym płacie, zaś uzbrojenie stanowił ruchomy karabin maszynowy Parabellum 7,92 mm (w części egzemplarzy dwa sprzężone k.m. tego typu), na obrotnicy. Samolot mógł także zabierać niewielki ładunek bomb.

## Użycie samolotu
Samolot był używany w niemieckim lotnictwie w latach 1916/1917 do zadań rozpoznawczych i bombardujących.

### Służba w lotnictwie polskim
W 1919 roku w Wielkopolsce zdobyto 7 sztuk samolotów Aviatik C.III. Trzy egzemplarze były po wojnie używane w polskim lotnictwie – w Wyższej Szkole Pilotów w Ławicy, pozostałych prawdopodobnie nie użytkowano.
W Polsce znajduje się jedyny na świecie zachowany egzemplarz tego samolotu, nr 12250/17, zdobyty w 1945 r. w Czarnkowie (niestety niekompletny – brak m.in. skrzydeł i usterzenia poziomego). Po renowacji od 1993 r. jest eksponowany w Muzeum Lotnictwa Polskiego w Krakowie.